# سید یعقوب صدرالعلما
سیدیعقوب صدرالعلما  از سیاستمداران ایرانی بود، که در دوره دوم بعنوان نماینده مشهد در مجلس شورای ملی حضور داشت.